# Jürgen Pommerenke
Jürgen Pommerenke (Wegeleben, 22 januari 1953) is een voormalig voetballer uit Oost-Duitsland, die speelde als middenvelder.

## Clubcarrière
Pommerenke kwam zijn gehele loopbaan uit voor 1. FC Magdeburg. Met die club won hij in 1974 de Europacup II door in de finale, gespeeld in De Kuip in Rotterdam, af te rekenen met het AC Milan van trainer Giovanni Trapattoni: 2–0. Hij werd in 1975 uitgeroepen tot Oost-Duits voetballer van het jaar. Na zijn actieve carrière stapte hij het trainersvak in.

## Interlandcarrière
Pommerenke kwam in totaal zevenenvijftig keer (drie doelpunten) uit voor de nationale ploeg van Oost-Duitsland in de periode 1972–1983. Onder leiding van bondscoach Georg Buschner maakte hij zijn debuut op 31 mei 1972 in de vriendschappelijke wedstrijd tegen Uruguay (0–0) in Rostock, net als Jochen Carow (BFC Dynamo). Pommerenke maakte deel uit van de Oost-Duitse selectie die de bronzen medaille won bij de Olympische Spelen in 1972 (München) en nam deel aan het WK voetbal 1974 in buurland West-Duitsland.

## Erelijst
1. FC Magdeburg
- DDR-Oberliga: 1971/72, 1973/74, 1974/75
- FDGB-Pokal: 1972/73, 1977/78, 1978/79, 1982/83
- Europacup II: 1973/74